# Секерчин (гміна)
Гміна Секерчин (пол. Gmina Siekierczyn) — сільська гміна у південно-західній Польщі. Належить до Любанського повіту Нижньосілезького воєводства.
Станом на 31 грудня 2011 у гміні проживало 4610 осіб.

## Площа
Згідно з даними за 2007 рік площа гміни становила 49.55 км², у тому числі:
- орні землі: 73.00%
- ліси: 16.00%

Таким чином, площа гміни становить 11.57% площі повіту.

## Населення
Станом на 31 грудня 2011:
| Опис     | Загалом | Загалом | Чоловіки | Чоловіки | Жінки | Жінки |
| -------- | ------- | ------- | -------- | -------- | ----- | ----- |
| одиниця  | осіб    | %       | осіб     | %        | осіб  | %     |
| все      | 4610    | 100     | 2269     | 49.22    | 2341  | 50.78 |
| міське   | 0       | 100     | 0        |          | 0     |       |
| сільське | 4610    | 100     | 2269     | 49.22    | 2341  | 50.78 |

## Сусідні гміни
Гміна Секерчин межує з такими гмінами: Любань, Любань, Плятерувка, Сулікув, Зґожелець.